# ديربورن (ميشيغان)

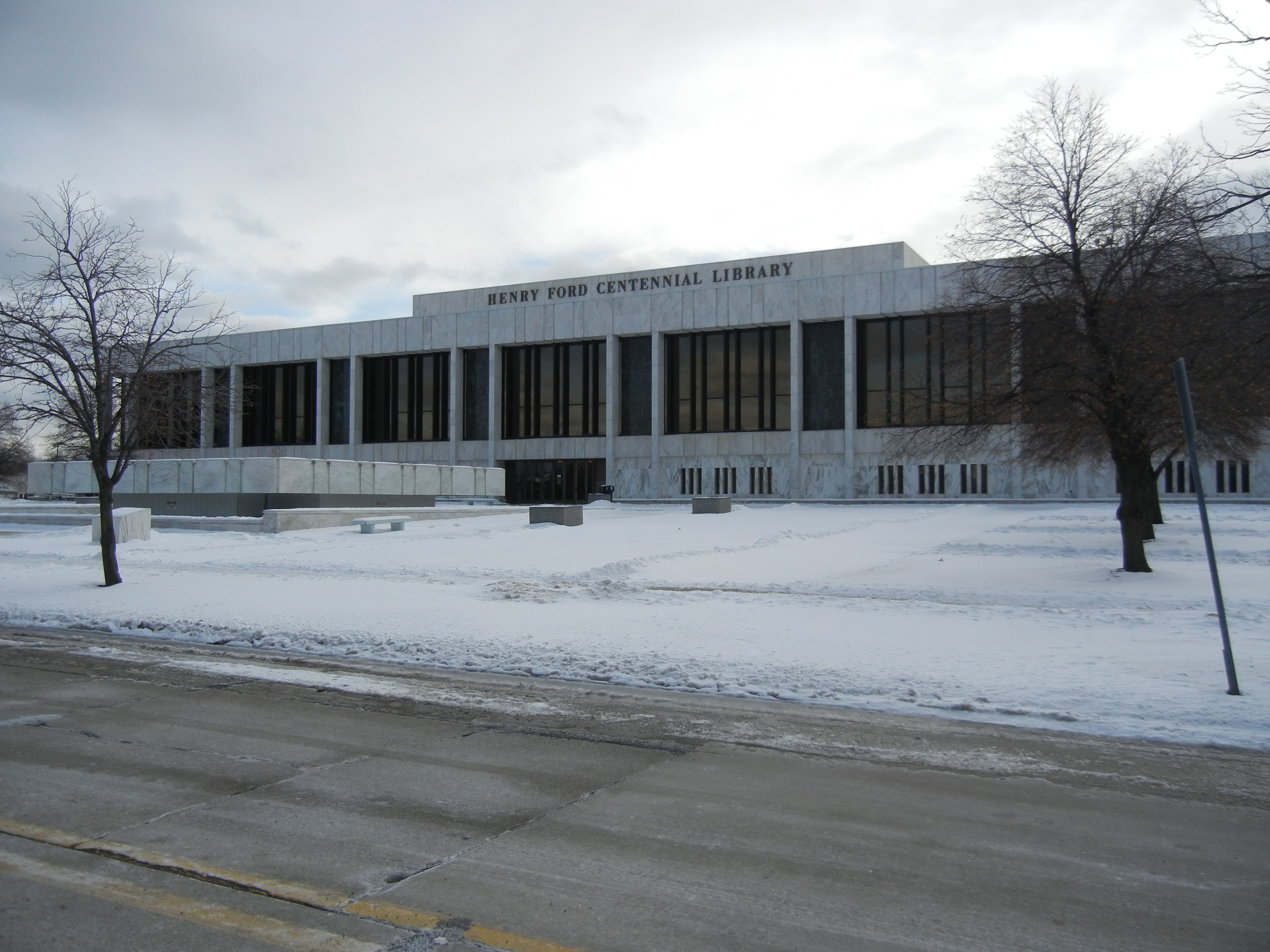
مكتبة هنري فورد

ديربورن (بالإنجليزية: Dearborn) هي مدينة تقع في مقاطعة وين، بولاية ميشيغان في الولايات المتحدة. تعد من ضواحي ديترويت عاصمة صناعة السيارات الأمريكية وفيها يقع المقر العالمي لشركة فورد. تتألف التركيبة السكانية لسكان المدينة بصورة أساسية من الأشخاص المنحدرين من أصول أوروبية وشرق أوسطية، حيث توجد في المدينة أكبر جالية عربية في الولايات المتحدة من حيث العدد وأيضا من حيث نسبتهم إلى عدد السكان، حيث يبلغ عدد سكانها من ذوي الأصول العربية حوالي 40 ألفاً، ونسبتهم تقارب 40% من إجمالي سكان المدينة. وصل أول المهاجرين الشرق أوسطيين إليها من لبنان في أوائل القرن العشرين، وكانت غالبيتهم من المسيحيين الموارنة، ثم توالت الهجرات من بلدان الشرق الأوسط الأخرى مثل اليمن والعراق وفلسطين وسوريا والسعودية ومصر. غالبية سكانها الشرق أوسطيين اليوم مسلمون أنشؤوا فيها أكبر مسجد في الولايات المتحدة وهو المركز الإسلامي الأمريكي (بالإنجليزية: Islamic Center of America)، ويوجد فيها عدد كبير من المطاعم والمقاهي والمحلات العربية والمساجد. كما يوجد في المدينة الكثير من الأرمن والآشوريين. أما غالب السكان من ذوي الأوروبية فينحدرون من المهاجرين الذين قدِِموا من ألمانيا وبولندا وأيرلندا وإيطاليا.

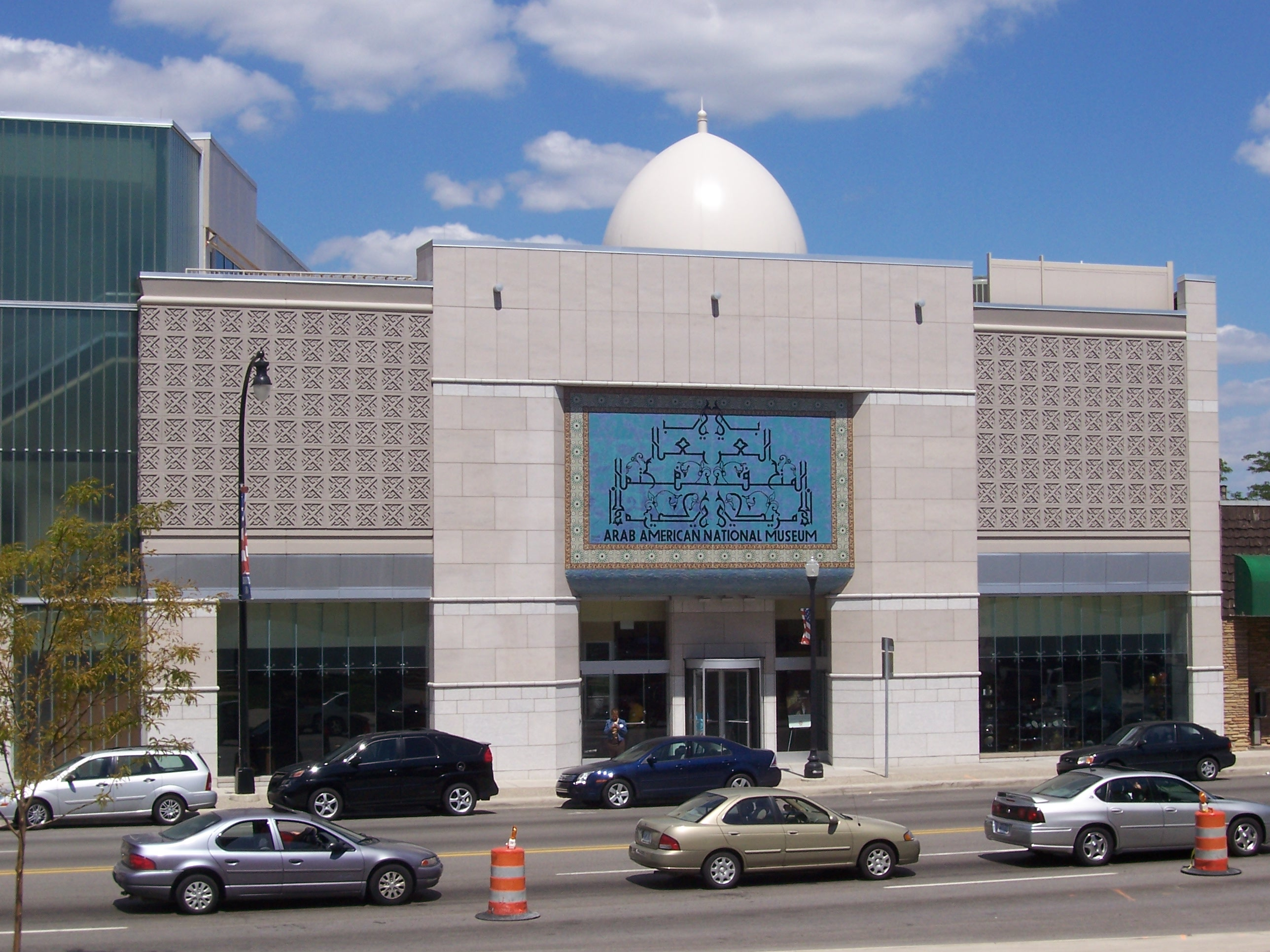
المتحف العربي الأمريكي القومي

## التركيبة السكانية
قام مكتب تعداد الولايات المتحدة بتحديد بيانات التركيبة السكانية لديربورن في تعداد الولايات المتحدة. في ما يلي، التركيبة السكانية حسب تعدادي 2000 و2010.

### تعداد عام 2000
بلغ عدد سكان ديدوود 10380 نسمة بحسب تعداد عام 2000، وبلغ عدد الأسر 669 أسرة وعدد العائلات 341 عائلة مقيمة في المدينة. في حين سجلت الكثافة السكانية 365.4 نسمة لكل ميل مربع (141.1/كم2). وبلغ عدد الوحدات السكنية 817 وحدة بمتوسط كثافة قدره 216.3 نسمة لكل ميل مربع (83.5/كم2).
وتوزع التركيب العرقي للمدينة بنسبة 95.87% من البيض و 1.88% من الأمريكيين الأصليين و 0.36% من الأمريكيين ذوي الأصول الآسيوية و 1.23% من عرقين مختلطين أو أكثر.
بلغ عدد الأسر 669 أسرة كانت نسبة 20.5% منها لديها أطفال تحت سن الثامنة عشر تعيش معهم، وبلغت نسبة الأزواج القاطنين مع بعضهم البعض 37.7% من أصل المجموع الكلي للأسر، ونسبة 10.9% من الأسر كان لديها معيلات من الإناث دون وجود شريك، وكانت نسبة 48.9% من غير العائلات. تألفت نسبة 40.1% من أصل جميع الأسر من أفراد ونسبة 14.6% كانوا يعيش معهم شخص وحيد يبلغ من العمر 65 عاماً فما فوق. وبلغ متوسط حجم الأسرة المعيشية 2.71، أما متوسط حجم العائلات فبلغ 2.01.
بلغ العمر الوسطي للسكان 42 عاماً. وكانت نسبة 19.3% من القاطنين تحت سن الثامنة عشر، وكانت نسبة 8.7% بين الثامنة عشرة والأربعة وعشرين عاماً، ونسبة 27.3% كانت واقعةً في الفئة العمرية ما بين الخامسة والعشرين والأربعة وأربعين عاماً، ونسبة 27.8% كانت ما بين الخامسة والأربعين والرابعة والستين، ونسبة 16.8% كانت ضمن فئة الخامسة والستين عاماً فما فوق. يوجد لكل 100 أنثى 93.8 ذكر، ويوجد لكل 100 أنثى في الثامنة عشر من عمرها فما فوق 92.6 ذكر.
بلغ متوسط دخل الأسرة في المدينة 28,641 دولار، أما متوسط دخل العائلة فبلغ 37,132 دولار. وكان متوسط دخل الذكور 28,920 دولار مقابل 18,807 دولار للإناث. وسجل دخل الفرد الخاص بالمدينة 17,673 دولار. وكانت نسبة 6.9% من العائلات ونسبة 10.8% من السكان تحت خط الفقر، وكان من هؤلاء نسبة 19.4% تحت سن الثامنة عشر ونسبة 8.3% في الخامسة والستين من العمر وما فوق.

### تعداد عام 2010
بلغ عدد سكان ديدوود 1,270 نسمة بحسب تعداد عام 2010، وبلغ عدد الأسر 661 أسرة وعدد العائلات 302 عائلة مقيمة في المدينة. في حين سجلت الكثافة السكانية 331.6 نسمة لكل ميل مربع (128.0/كم2). وبلغ عدد الوحدات السكنية 803 وحدة بمتوسط كثافة قدره 209.7 لكل ميل مربع (81.0/كم2).
وتوزع التركيب العرقي للمدينة بنسبة 94.9% من البيض و 1.8% من الأمريكيين الأصليين و 0.5% من الأمريكيين ذوي الأصول الآسيوية و 0.2% من الأمريكيين الأفارقة و 2.0% من عرقين مختلطين أو أكثر.
بلغ عدد الأسر 661 أسرة كانت نسبة 17.2% منها لديها أطفال تحت سن الثامنة عشر تعيش معهم، وبلغت نسبة الأزواج القاطنين مع بعضهم البعض 33.4% من أصل المجموع الكلي للأسر، ونسبة 7.4% من الأسر كان لديها معيلات من الإناث دون وجود شريك، بينما كانت نسبة 4.8% من الأسر لديها معيلون من الذكور دون وجود شريكة وكانت نسبة 54.3% من غير العائلات. تألفت نسبة 44.6% من أصل جميع الأسر من أفراد ونسبة 12.7% كانوا يعيش معهم شخص وحيد يبلغ من العمر 65 عاماً فما فوق. وبلغ متوسط حجم الأسرة المعيشية 2.60، أما متوسط حجم العائلات فبلغ 1.88.
بلغ العمر الوسطي للسكان 48 عاماً. وكانت نسبة 15% من القاطنين تحت سن الثامنة عشر، وكانت نسبة 5.9% بين الثامنة عشرة والأربعة وعشرين عاماً، ونسبة 23.3% كانت واقعةً في الفئة العمرية ما بين الخامسة والعشرين والأربعة وأربعين عاماً، ونسبة 37.9% كانت ما بين الخامسة والأربعين والرابعة والستين، ونسبة 17.8% كانت ضمن فئة الخامسة والستين عاماً فما فوق. وتوزع التركيب الجنسي للسكان بنسبة 52.5% ذكور و47.5% إناث.

## المعالم

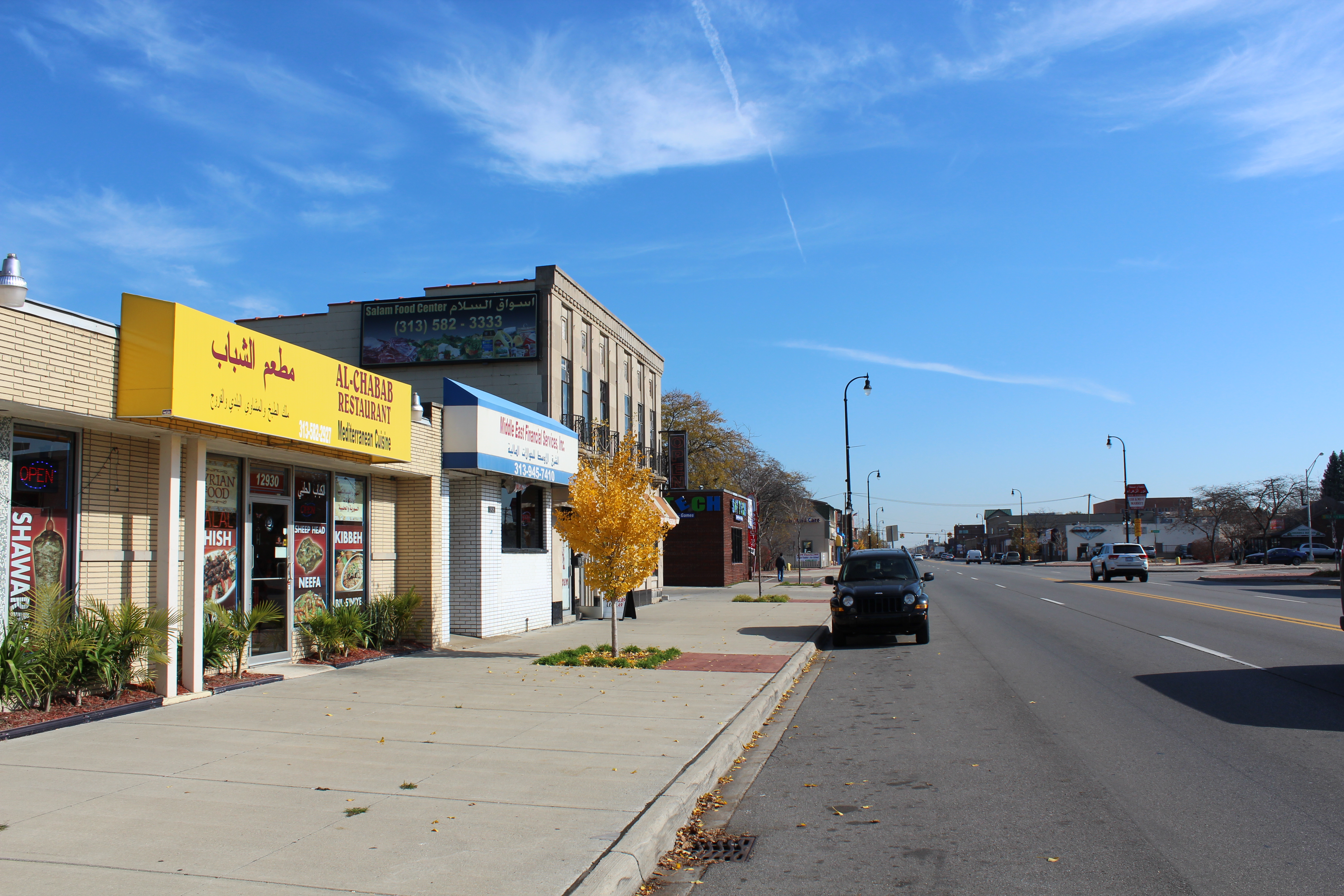
مطاعم ومتاجر عربية في أحد شوراع ديربورن

- المتحف العربي الأمريكي القومي
- صدى الوطن

## وصلات خارجية
- بلدية ديربورن (بالإنجليزية)
- مكتبة ديربورن العامّة (Dearborn Public Library) (بالإنجليزية)